# 希森美康
希森美康株式会社（Shisumekkusu Kabushiki-gaisha）是日本神户的一家医用电子设备制造商，生产尿液、血液检测设备。

## 历史
其前身是1961年东亚特殊電機株式会社（現TOA株式会社）成立的一个研究室，1968年发展为東亞医用電子株式会社，1978年开始采用“希森美康”品牌名，主要研发血液分析设备。1998年公司改现名。